# بوب بيكون
بوب بيكون هو سياسي أمريكي، ولد في 14 يوليو 1935 في غاليسبورغ في الولايات المتحدة. نشط حزبياً في الحزب الديمقراطي. وقد انتخب عضو مجلس ولاية كولورادو ‏ وانتخب عضو مجلس نواب كولورادو ‏.